# تور دي أفينير 2017
تور دي أفينير 2017 (بالفرنسية: Tour de l'Avenir 2017)‏ هو سباق دراجات هوائية، وهو الموسم رقم 54 من نفس السباق، وأقيم خلال الفترة 18 أغسطس 2017، وحتى 27 أغسطس 2017، وامتدّ لمسافة 1201.2 كيلومتر، وهو أحد سباقات طواف أوروبا للدراجات 2017، وقد شارك في السباق 144 متسابقاً ووصل إلى نهايته 107 متسابقاً.
فاز فيه بالمركز الأول إيغان بيرنال، وبالمركز الثاني Bjorg Lambrecht ‏، وبالمركز الثالث Niklas Eg ‏، والفريق الفائز في ترتيب الفرق Australian men's national road cycling team 2017.

## الفرق
| فرق وطنية (22)- منتخب ألمانيا لسباق الدراجات على الطريق للرجال تحت 23 سنة 2017 ‏ - منتخب أستراليا لسباق الدراجات على الطريق للرجال تحت 23 سنة 2017 ‏ - منتخب النمسا لسباق الدراجات على الطريق للرجال تحت 23 سنة 2017 ‏ - منتخب روسيا البيضاء الوطني لسباق الدراجات على الطريق للرجال تحت 23 سنة 2017‏ - منتخب بلجيكا لسباق الدراجات على الطريق للرجال تحت 23 سنة 2017 ‏ - منتخب كولومبيا لسباق الدراجات على الطريق للرجال تحت 23 سنة 2017‏ - منتخب الدنمارك لسباق الدراجات على الطريق للرجال تحت 23 سنة 2017 ‏ - منتخب الولايات المتحدة لسباق الدراجات على الطريق للرجال تحت 23 سنة 2017 ‏ - منتخب فرنسا لركوب الدراجات للرجال تحت 23 سنة 2017 ‏ - منتخب المملكة المتحدة لسباق الدراجات على الطريق للرجال تحت 23 سنة 2017 ‏ - منتخب جمهورية أيرلندا الوطني لسباق الدراجات على الطريق للرجال تحت 23 سنة 2017‏ - منتخب إيطاليا لسباق الدراجات على الطريق للرجال تحت 23 سنة 2017 ‏ - منتخب اليابان الوطني لسباق الدراجات على الطريق للرجال تحت 23 سنة 2017‏ - منتخب لوكسمبورغ الوطني لسباق الدراجات على الطريق للرجال تحت 23 سنة 2017‏ - منتخب المغرب الوطني لسباق الدراجات على الطريق للرجال تحت 23 سنة 2017‏ - النرويج تحت 23 سنة - منتخب هولندا لسباق الدراجات على الطريق للرجال تحت 23 سنة 2017 ‏ - منتخب بولندا الوطني لسباق الدراجات على الطريق للرجال تحت 23 سنة 2017‏ - منتخب البرتغال لسباق الدراجات على الطريق للرجال تحت 23 سنة 2017 ‏ - منتخب التشيك الوطني لسباق الدراجات على الطريق للرجال تحت 23 سنة 2017‏ - منتخب روسيا لسباق الدراجات على الطريق للرجال تحت 23 سنة 2017 ‏ - منتخب سويسرا لسباق الدراجات على الطريق للرجال تحت 23 سنة 2017 ‏ فرق دراجات هواة (2)- Auvergne-Rhône-Alpes U23‏ - Bretagne espoirs‏ |  |
| |  |

## المراحل
| قائمة المراحل | قائمة المراحل | قائمة المراحل                         | قائمة المراحل | قائمة المراحل | قائمة المراحل     | قائمة المراحل |
| المرحلة       | التاريخ       | الدورة                                |               | المسافة (كم)  | الفائز بالمرحلة   | القائد العام  |
| ------------- | ------------- | ------------------------------------- | ------------- | ------------- | ----------------- | ------------- |
| 1             | 18 أغسطس      | Loudéac ‏ – Loudéac ‏                   | مرحلة جبلية   | 134           | كاسبر أصغرين      | كاسبر أصغرين  |
| 2             | 19 أغسطس      | Inzinzac-Lochrist ‏ – Bignan ‏          | مرحلة جبلية   | 132.4         | فابيو جاكوبسن     | كاسبر أصغرين  |
| 3             | 20 أغسطس      | Missillac ‏ – شاتوبريانت               | مرحلة جبلية   | 125.7         | كريستوفر هالفورسن | كاسبر أصغرين  |
| 4             | 21 أغسطس      | Derval ‏ – سومور                       | مرحلة مستوية  | 166.6         | كريستوفر لوليس    | كاسبر أصغرين  |
| 5             | 22 أغسطس      | Montreuil-Bellay ‏ – امبواز            | مرحلة مستوية  | 157.1         | Vasili Strokau ‏   | باتريك غامبر  |
| 6             | 23 أغسطس      | Montrichard ‏ – Saint-Amand-Montrond ‏  | مرحلة مستوية  | 139.1         | ألفارو هودج       | باتريك غامبر  |
| 7             | 25 أغسطس      | Saint-Gervais-les-Bains ‏ – Hauteluce ‏ | مرحلة جبلية   | 118.4         | إيغان بيرنال      | إيغان بيرنال  |
| 8             | 26 أغسطس      | ألبيرفيل – Sainte-Foy-Tarentaise ‏     | مرحلة جبلية   | 120.5         | إيغان بيرنال      | إيغان بيرنال  |
| 9             | 27 أغسطس      | بوغ سان موريس – Albiez-Montrond ‏      | مرحلة جبلية   | 107.4         | بافل سيفاكوف      | إيغان بيرنال  |

## النتيجة

### مرحلة 1
أجريت في 18 أغسطس 2017، وامتدّت لمسافة 134 كيلومتر فاز بالمرحلة كاسبر أصغرين، ومتصدر الترتيب العام في نهاية المرحلة كاسبر أصغرين.
| التصنيف العام | التصنيف العام     | التصنيف العام   | التصنيف العام   | التصنيف العام |        |
| الدراج        | الدراج            | البلد           | الفريق          | الوقت         | السرعة |
| ------------- | ----------------- | --------------- | --------------- | ------------- | ------ |
| 1.            | كاسبر أصغرين      | الدنمارك        | الدنمارك        | 3 س 03 د 54 ث |        |
| 2.            | كريستوفر هالفورسن | النرويج         | النرويج         | + 4 ث         |        |
| 3.            | Imerio Cima ‏      | إيطاليا         | إيطاليا         | + 4 ث         |        |
| 4.            | ايمانويل مورين    | فرنسا           | فرنسا           | + 4 ث         |        |
| 5.            | أوليفر وود (دراج) | المملكة المتحدة | المملكة المتحدة | + 4 ث         |        |

### مرحلة 2
أجريت في 19 أغسطس 2017، وامتدّت لمسافة 132.4 كيلومتر فاز بالمرحلة فابيو جاكوبسن، ومتصدر الترتيب العام في نهاية المرحلة كاسبر أصغرين.
| التصنيف العام | التصنيف العام         | التصنيف العام | التصنيف العام | التصنيف العام |        |
| الدراج        | الدراج                | البلد         | الفريق        | الوقت         | السرعة |
| ------------- | --------------------- | ------------- | ------------- | ------------- | ------ |
| 1.            | كاسبر أصغرين          | الدنمارك      | الدنمارك      | 6 س 09 د 22 ث |        |
| 2.            | كريستوفر هالفورسن     | النرويج       | النرويج       | + 4 ث         |        |
| 3.            | ألفارو هودج           | كولومبيا      | كولومبيا      | + 4 ث         |        |
| 4.            | Alexandr Riabushenko ‏ | روسيا البيضاء | روسيا البيضاء | + 4 ث         |        |
| 5.            | آلان باناسيك          | بولندا        | بولندا        | + 4 ث         |        |

### مرحلة 3
أجريت في 20 أغسطس 2017، وامتدّت لمسافة 125.7 كيلومتر فاز بالمرحلة كريستوفر هالفورسن، ومتصدر الترتيب العام في نهاية المرحلة كاسبر أصغرين.
| التصنيف العام | التصنيف العام     | التصنيف العام | التصنيف العام | التصنيف العام |        |
| الدراج        | الدراج            | البلد         | الفريق        | الوقت         | السرعة |
| ------------- | ----------------- | ------------- | ------------- | ------------- | ------ |
| 1.            | كاسبر أصغرين      | الدنمارك      | الدنمارك      | 9 س 05 د 27 ث |        |
| 2.            | كريستوفر هالفورسن | النرويج       | النرويج       | + 4 ث         |        |
| 3.            | ألفارو هودج       | كولومبيا      | كولومبيا      | + 4 ث         |        |
| 4.            | آلان باناسيك      | بولندا        | بولندا        | + 4 ث         |        |
| 5.            | Simon Guglielmi ‏  | فرنسا         | فرنسا         | + 4 ث         |        |

### مرحلة 4
أجريت في 21 أغسطس 2017، وامتدّت لمسافة 166.6 كيلومتر فاز بالمرحلة كريستوفر لوليس، ومتصدر الترتيب العام في نهاية المرحلة كاسبر أصغرين.
| التصنيف العام | التصنيف العام     | التصنيف العام   | التصنيف العام   | التصنيف العام  |        |
| الدراج        | الدراج            | البلد           | الفريق          | الوقت          | السرعة |
| ------------- | ----------------- | --------------- | --------------- | -------------- | ------ |
| 1.            | كاسبر أصغرين      | الدنمارك        | الدنمارك        | 12 س 48 د 56 ث |        |
| 2.            | كريستوفر لوليس    | المملكة المتحدة | المملكة المتحدة | + 2 ث          |        |
| 3.            | كريستوفر هالفورسن | النرويج         | النرويج         | + 4 ث          |        |
| 4.            | ألفارو هودج       | كولومبيا        | كولومبيا        | + 4 ث          |        |
| 5.            | آلان باناسيك      | بولندا          | بولندا          | + 4 ث          |        |

### مرحلة 5
أجريت في 22 أغسطس 2017، وامتدّت لمسافة 157.1 كيلومتر فاز بالمرحلة Vasili Strokau ‏، ومتصدر الترتيب العام في نهاية المرحلة باتريك غامبر.
| التصنيف العام | التصنيف العام     | التصنيف العام   | التصنيف العام   | التصنيف العام  |        |
| الدراج        | الدراج            | البلد           | الفريق          | الوقت          | السرعة |
| ------------- | ----------------- | --------------- | --------------- | -------------- | ------ |
| 1.            | باتريك غامبر      | النمسا          | النمسا          | 16 س 39 د 50 ث |        |
| 2.            | Ilya Volkau ‏      | روسيا البيضاء   | روسيا البيضاء   | + 1 د 23 ث     |        |
| 3.            | كاسبر أصغرين      | الدنمارك        | الدنمارك        | + 3 د 45 ث     |        |
| 4.            | كريستوفر لوليس    | المملكة المتحدة | المملكة المتحدة | + 3 د 47 ث     |        |
| 5.            | كريستوفر هالفورسن | النرويج         | النرويج         | + 3 د 49 ث     |        |
| 6.            | ألفارو هودج       | كولومبيا        | كولومبيا        | + 3 د 49 ث     |        |

### مرحلة 6
أجريت في 23 أغسطس 2017، وامتدّت لمسافة 139.1 كيلومتر فاز بالمرحلة ألفارو هودج، ومتصدر الترتيب العام في نهاية المرحلة باتريك غامبر.
| التصنيف العام | التصنيف العام     | التصنيف العام   | التصنيف العام   | التصنيف العام  |        |
| الدراج        | الدراج            | البلد           | الفريق          | الوقت          | السرعة |
| ------------- | ----------------- | --------------- | --------------- | -------------- | ------ |
| 1.            | باتريك غامبر      | النمسا          | النمسا          | 19 س 40 د 36 ث |        |
| 2.            | Ilya Volkau ‏      | روسيا البيضاء   | روسيا البيضاء   | + 1 د 23 ث     |        |
| 3.            | كاسبر أصغرين      | الدنمارك        | الدنمارك        | + 3 د 45 ث     |        |
| 4.            | كريستوفر لوليس    | المملكة المتحدة | المملكة المتحدة | + 3 د 47 ث     |        |
| 5.            | كريستوفر هالفورسن | النرويج         | النرويج         | + 3 د 49 ث     |        |
| 6.            | ألفارو هودج       | كولومبيا        | كولومبيا        | + 3 د 49 ث     |        |

### مرحلة 7
أجريت في 25 أغسطس 2017، وامتدّت لمسافة 118.4 كيلومتر فاز بالمرحلة إيغان بيرنال، ومتصدر الترتيب العام في نهاية المرحلة إيغان بيرنال.
| التصنيف العام | التصنيف العام    | التصنيف العام   | التصنيف العام   | التصنيف العام  |        |
| الدراج        | الدراج           | البلد           | الفريق          | الوقت          | السرعة |
| ------------- | ---------------- | --------------- | --------------- | -------------- | ------ |
| 1.            | إيغان بيرنال     | كولومبيا        | كولومبيا        | 22 س 58 د 47 ث |        |
| 2.            | جيمس نوكس (دراج) | المملكة المتحدة | المملكة المتحدة | + 1 د 00 ث     |        |
| 3.            | Bjorg Lambrecht ‏ | بلجيكا          | بلجيكا          | + 1 د 09 ث     |        |
| 4.            | لوكاس هاميلتون   | أستراليا        | أستراليا        | + 1 د 09 ث     |        |
| 5.            | Niklas Eg ‏       | الدنمارك        | الدنمارك        | + 1 د 09 ث     |        |

### مرحلة 8
أجريت في 26 أغسطس 2017، وامتدّت لمسافة 120.5 كيلومتر فاز بالمرحلة إيغان بيرنال، ومتصدر الترتيب العام في نهاية المرحلة إيغان بيرنال.
| التصنيف العام | التصنيف العام    | التصنيف العام   | التصنيف العام   | التصنيف العام  |        |
| الدراج        | الدراج           | البلد           | الفريق          | الوقت          | السرعة |
| ------------- | ---------------- | --------------- | --------------- | -------------- | ------ |
| 1.            | إيغان بيرنال     | كولومبيا        | كولومبيا        | 26 س 50 د 05 ث |        |
| 2.            | Bjorg Lambrecht ‏ | بلجيكا          | بلجيكا          | + 1 د 09 ث     |        |
| 3.            | Niklas Eg ‏       | الدنمارك        | الدنمارك        | + 1 د 12 ث     |        |
| 4.            | لوكاس هاميلتون   | أستراليا        | أستراليا        | + 1 د 28 ث     |        |
| 5.            | جيمس نوكس (دراج) | المملكة المتحدة | المملكة المتحدة | + 1 د 34 ث     |        |

### مرحلة 9
أجريت في 27 أغسطس 2017، وامتدّت لمسافة 107.4 كيلومتر فاز بالمرحلة بافل سيفاكوف، ومتصدر الترتيب العام في نهاية المرحلة إيغان بيرنال.
| التصنيف العام | التصنيف العام    | التصنيف العام | التصنيف العام      | التصنيف العام  |        |
| الدراج        | الدراج           | البلد         | الفريق             | الوقت          | السرعة |
| ------------- | ---------------- | ------------- | ------------------ | -------------- | ------ |
| 1.            | إيغان بيرنال     | كولومبيا      | Androni Giocattoli | 29 س 56 د 33 ث |        |
| 2.            | Bjorg Lambrecht ‏ | بلجيكا        | Lotto-Soudal U23   | + 1 د 09 ث     |        |
| 3.            | Niklas Eg ‏       | الدنمارك      | VéloCONCEPT        | + 1 د 12 ث     |        |
| 4.            | لوكاس هاميلتون   | أستراليا      |                    |                |        |
| 5.            | Steff Cras ‏      | بلجيكا        |                    |                |        |

## التصنيف العام النهائي
| التصنيف العام | التصنيف العام    | التصنيف العام   | التصنيف العام   | التصنيف العام  |        |
| الدراج        | الدراج           | البلد           | الفريق          | الوقت          | السرعة |
| ------------- | ---------------- | --------------- | --------------- | -------------- | ------ |
| 1.            | إيغان بيرنال     | كولومبيا        | كولومبيا        | 29 س 56 د 33 ث |        |
| 2.            | Bjorg Lambrecht ‏ | بلجيكا          | بلجيكا          | + 1 د 09 ث     |        |
| 3.            | Niklas Eg ‏       | الدنمارك        | الدنمارك        | + 1 د 12 ث     |        |
| 4.            | لوكاس هاميلتون   | أستراليا        | أستراليا        | + 1 د 28 ث     |        |
| 5.            | Steff Cras ‏      | بلجيكا          | بلجيكا          | + 2 د 03 ث     |        |
| 6.            | ميكال شليغل      | التشيك          | التشيك          | + 2 د 06 ث     |        |
| 7.            | توبياس فوس       | النرويج         | النرويج         | + 2 د 11 ث     |        |
| 8.            | جيمس نوكس (دراج) | المملكة المتحدة | المملكة المتحدة | + 2 د 38 ث     |        |
| 9.            | مايكل ستورر      | أستراليا        | أستراليا        | + 3 د 14 ث     |        |
| 10.           | جاي هيندلي       | أستراليا        | أستراليا        | + 4 د 10 ث     |        |

## وصلات خارجية
- الموقع الرسمي
- تور دي أفينير 2017 على موقع إحصائيات الدراجات الإحترافية (الإنجليزية)